# Беликуль (село)
Беликуль — село в Красноармейском районе Челябинской области России. Входит в состав Русско-Теченского сельского поселения.

## География
Село находится на северо-востоке Челябинской области, в лесостепной зоне, на северо-восточном берегу озера Беликуль, на расстоянии 56 километров (по прямой) к северо-востоку от села Миасского, административного центра района. Абсолютная высота 161 метр над уровнем моря.

## Население
| 2002 | 2010 |
| ---- | ---- |
| 237  | ↘170 |

Гендерный состав
По данным Всероссийской переписи населения 2010 года в гендерной структуре населения мужчины составляли 45,9 %, женщины — 54,1 %.
Национальный состав
Согласно результатам переписи 2002 года, в национальной структуре населения русские составляли 98 %.

## Улицы
Уличная сеть села состоит из трёх улиц.